# Кудряшов Дмитро Олександрович (футболіст)
Дмитро Олександрович Кудряшов (рос. Дмитрий Александрович Кудряшов; нар. 13 травня 1983, Нижньокамськ, Татарська АРСР, РРФСР) — російський футболіст, тренер. Майстер спорту Росії.

## Життєпис
Розпочав кар'єру в іжевському «Зеніті», який незабаром перейменували на «Динамо». Першим тренером був Станіслав Юрійович Каратаєв. Потім опинився у французькому клубі «Сент-Етьєн», але не провів жодного матчу за його основну команду, у другій команді відзначився 4-ма голами в 9-ти матчах за 2 роки, після чого залишив клуб. 8 березня 2002 року дебютував у російській прем'єр-лізі у складі московського «Спартака» у матчі 1-го туру проти «Ростсільмашу» (0:0). Наступні два сезони провів у самарських «Крилах Рад». 2005 рік почав у «Крилах», проте по ходу сезону перейшов до «Анжи». 2006 року опинився в латвійській команді Сергія Юрана «Діттон». З 2007 року виступав за ярославський «Шинник». 16 січня 2009 року пішов із клубу. У березні 2009 року перейшов до владивостокського клубу «Промінь-Енергія», де потім був капітаном команди. 15 січня 2010 року уклав контракт із «Сатурном» із Московської області за схемою «1+1». 6 липня 2010 року залишив клуб і повернувся до «Промінь-Енергії». У сезоні 2011/12 років грав за «Нижній Новгород», був капітаном та одним із ключових гравців команди. 27 червня 2012 року поповнив склад нижньогородської «Волги». У липні 2013 року перейшов до московського «Торпедо», а потім повернувся в «Промінь-Енергію». Влітку 2014 року продовжив кар'єру у «Спартаку-2».
У Прем'єр-лізі провів 79 поєдинків, відзначився 10-ма м'ячами.
У складі юнацької збірної Росії (U-16) грав на чемпіонаті Європи 1999 року у Чехії.

## Досягнення
- Прем'єр-ліга Росії
  -  Бронзовий призер (2): 2002, 2004

- Перший дивізіон ФНЛ
  -  Чемпіон (1): 2007
  -  Бронзовий призер (1): 2011/12

- Кубок ФНЛ
  -  Володар (1): 2014